# Gefecht bei Halberstadt
Frühjahrsfeldzug 1813
Lüneburg – Möckern – Halle – Großgörschen – Gersdorf – Bautzen – Reichenbach – Nettelnburg – Haynau – Halberstadt – Luckau
Herbstfeldzug 1813

Großbeeren – Katzbach – Dresden – Hagelberg – Kulm – Dennewitz – Göhrde – Altenburg – Wittenberg – Wartenburg – Liebertwolkwitz – Leipzig – Torgau – Hanau – Hochheim – Danzig
Winterfeldzug 1814

Épinal – Colombey – Brienne – La Rothière – Champaubert – Montmirail – Château-Thierry – Vauchamps – Mormant – Montereau – Bar-sur-Aube – Soissons – Craonne – Laon – Reims – Arcis-sur-Aube – Fère-Champenoise – Saint-Dizier – Claye –  Paris
Sommerfeldzug von 1815

Quatre-Bras – Ligny – Waterloo – Wavre – Paris
Das Gefecht bei Halberstadt war eine erfolgreiche Operation hinter den französischen Linien, während der Befreiungskriege im Jahr 1813. 
Im Mai 1813 stand der russische General Tschernyschow (Tschernyschew) mit seinem Streifkorps aus Kosaken und leichter Reiterei an der Niederelbe. Als er von seinen Spähern erfuhr, dass die Franzosen große Mengen Artillerie über Halberstadt nach Magdeburg verlegen. Er beschloss daher mit 1200 Mann Kavallerie und 2 Kanonen einen Überraschungsangriff zu wagen. Am 28. Mai überschritt die Truppe bei Ferchland die Elbe und binnen 36 Stunden wurde die Gegend von Halberstadt erreicht. Aber das Manöver war nicht unbemerkt geblieben, da Gendarmen die Russen bemerkten und so waren die Franzosen gewarnt.
Als Tschernyschow nun das Gelände erkundete, hatte die Franzosen ca. 500 Meter vor der Stadt eine Wagenburg gebildet. Ein tiefer Weg und die Gärten der Stadt sicherten zwei andere Seiten. 1600 Mann Infanterie, 18 Gendarmen sowie 14 Kanonen standen zur Verteidigung bereit. Zudem erhielt Tschernyschow die Nachricht, dass ein weiterer Konvoi von 4000 Mann und 400 aus Braunschweig im Anmarsch sei. Der General schickte daher ein Regiment zur Straße, den Konvoi aus Braunschweig zu beobachten; ein Dragoner- und zwei Kosaken-Regimente sollten die Wagenburg von der Stadt trennen und ein Husaren und ein Kosaken-Regiment sollte die Wagenburg direkt angreifen. Die erste Gruppe eroberte schnell die Stadt. Die russische Artillerie unter Major Bogdanowitch und die französische Artillerie begannen sich ein Duell zu liefern. Fünf Pulverwagen explodierten und es entstand eine große Verwirrung in der Wagenburg. Das Durcheinander nutze der General Tschernyschow, um in die Wagenburg einzudringen, wo man sich nach einem heftigen Gefecht ergab.
Die Beute waren 14 Kanonen, 80 Pulverwagen und 800 Pferde. Außerdem gerieten 1000 Mann und 6 Offiziere in Gefangenschaft, darunter der General Ochs, seiner Zeit Stadtkommandant von Halberstadt. Auf russischer Seite gab es 40 Tote und Verwundete, darunter der Oberst Drewitsch (leicht verwundet). Tschernyschow sicherte seine Eroberung, indem er zwei weitere Regiment gegen den Konvoi aus Braunschweig schickte. Es gelang, die Franzosen zu seinem vorläufigen Rückzug zu veranlassen. Die Beute wurde über die Elbe nach Bernburg in Sicherheit gebracht und alles vernichtet, was nicht mitgenommen werden konnte.
Das Gefecht bei Halberstadt blieb historisch wenig beachtet, da um diese Zeit Dänemark auf französischer Seite in den Krieg eintrat und am 30. Mai 1813 Hamburg besetzt wurde. Vor Ort erinnert das Kosakengrab an das Geschehen und dabei gefallene Kosaken.